# Кімната (село)
Кі́мната (до 2009 — Кі́мнатка) — село в Україні, у Кременецькій міській громаді Кременецького району Тернопільської області України. Розташоване на річці Вірлянка. До Кімнати приєднано хутори Зелена Кімнатецька, Зелена Комаровецька та Столяри.
Населення — 1052 особи (2001).

## Історія
Перша писемна згадка — 1565 рік. 1570 року належало Є. Гойському.
На 1936 рік село входило до ґміни Бережці Кременецького повіту.
12 червня 2020 року, відповідно до розпорядження Кабінету Міністрів України № 724-р «Про визначення адміністративних центрів та затвердження територій територіальних громад Тернопільської області», увійшло до складу Кременецької міської громади.
19 липня 2020 року, в результаті адміністративно-територіальної реформи та ліквідації Кременецького (1940-2020) району, село увійшло до складу новоутвореного Кременецького району.

## Населення
За даними перепису населення 2001 року мовний склад населення села був таким:
| Мова       | Число ос. | Відсоток |
| ---------- | --------- | -------- |
| українська |           | 99,54    |
| російська  |           | 0,23     |
| білоруська |           | 0,11     |

## Пам'ятки
дерев'яна церква Івана Богослова.

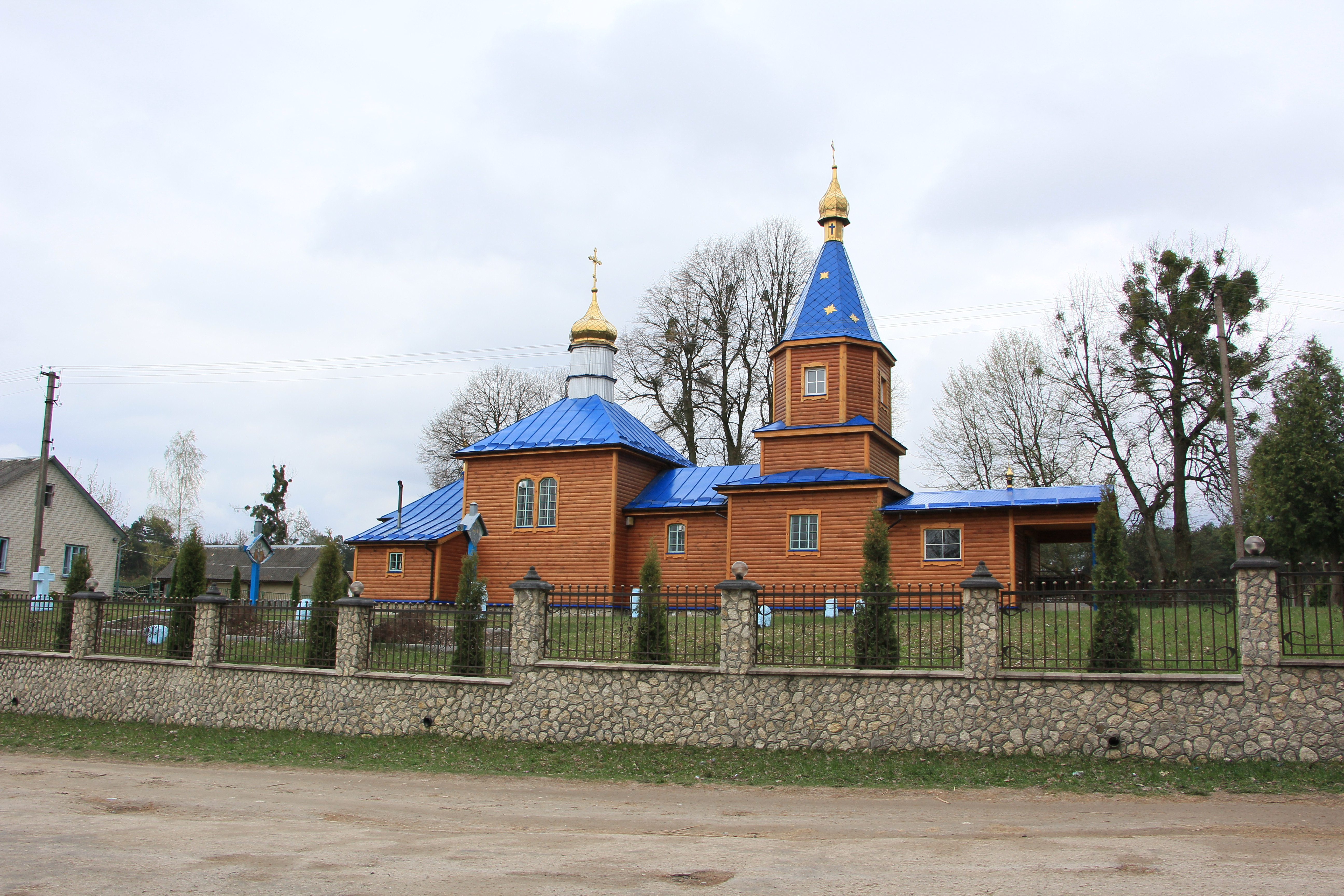
Дерев'яна церква у Кімнаті

- Споруджено пам'ятник воїнам-односельцям, полеглим у Другій світовій війні (1975; скульп. Г. Шульман).

## Соціальна сфера
Діють загальноосвітня школа І-ІІІ ступенів, клуб, бібліотека, ФАП, ДНЗ «Лісова казка».

## Відомі люди

### Народилися
- Мельничук Феодосій Дмитрович — начальник механізованого загону колгоспу «40-річчя Жовтня» Кременецького району Тернопільської області. Депутат Верховної Ради УРСР 11-го скликання.

## Галерея

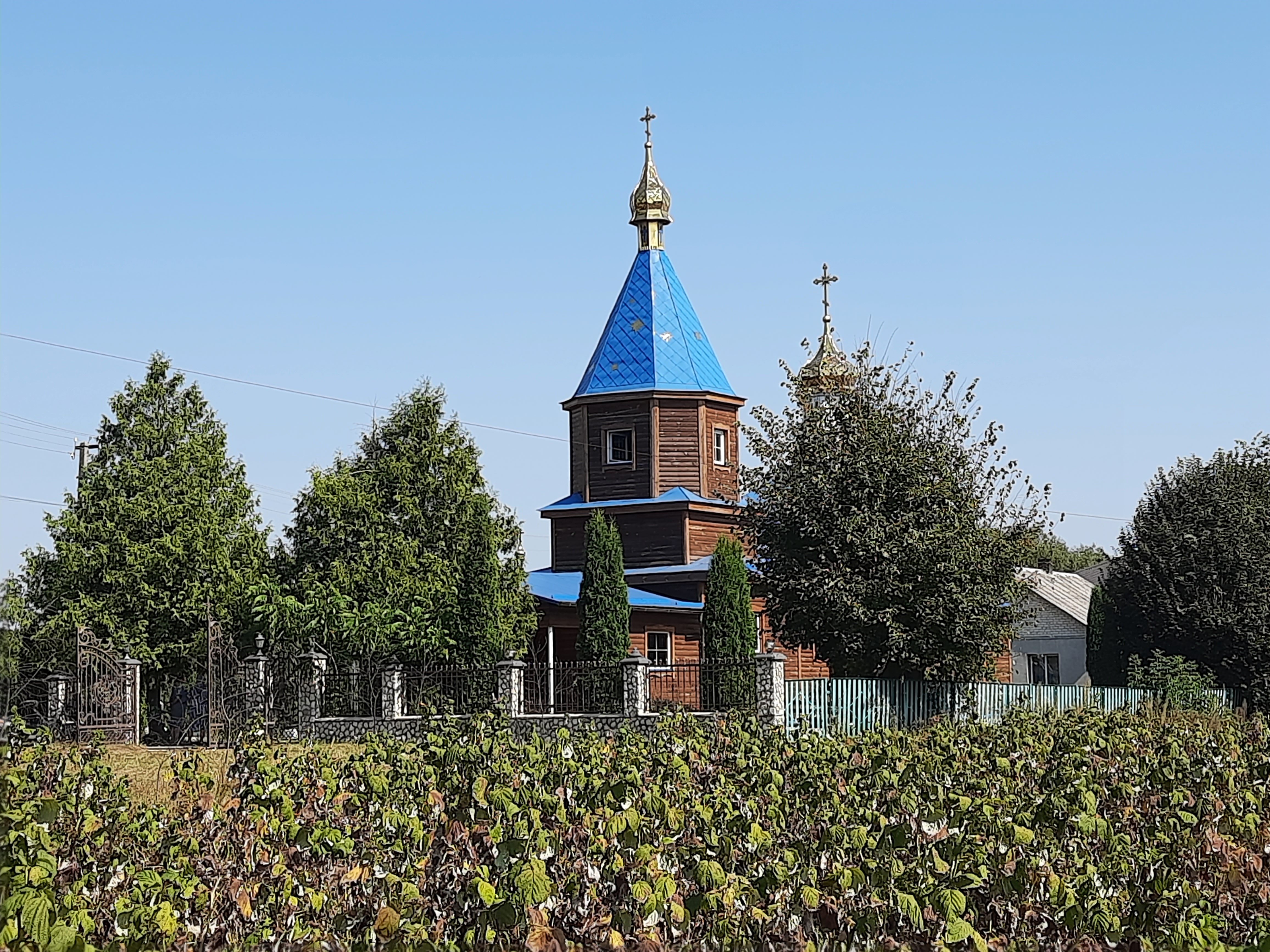
Церква Івана Богослова
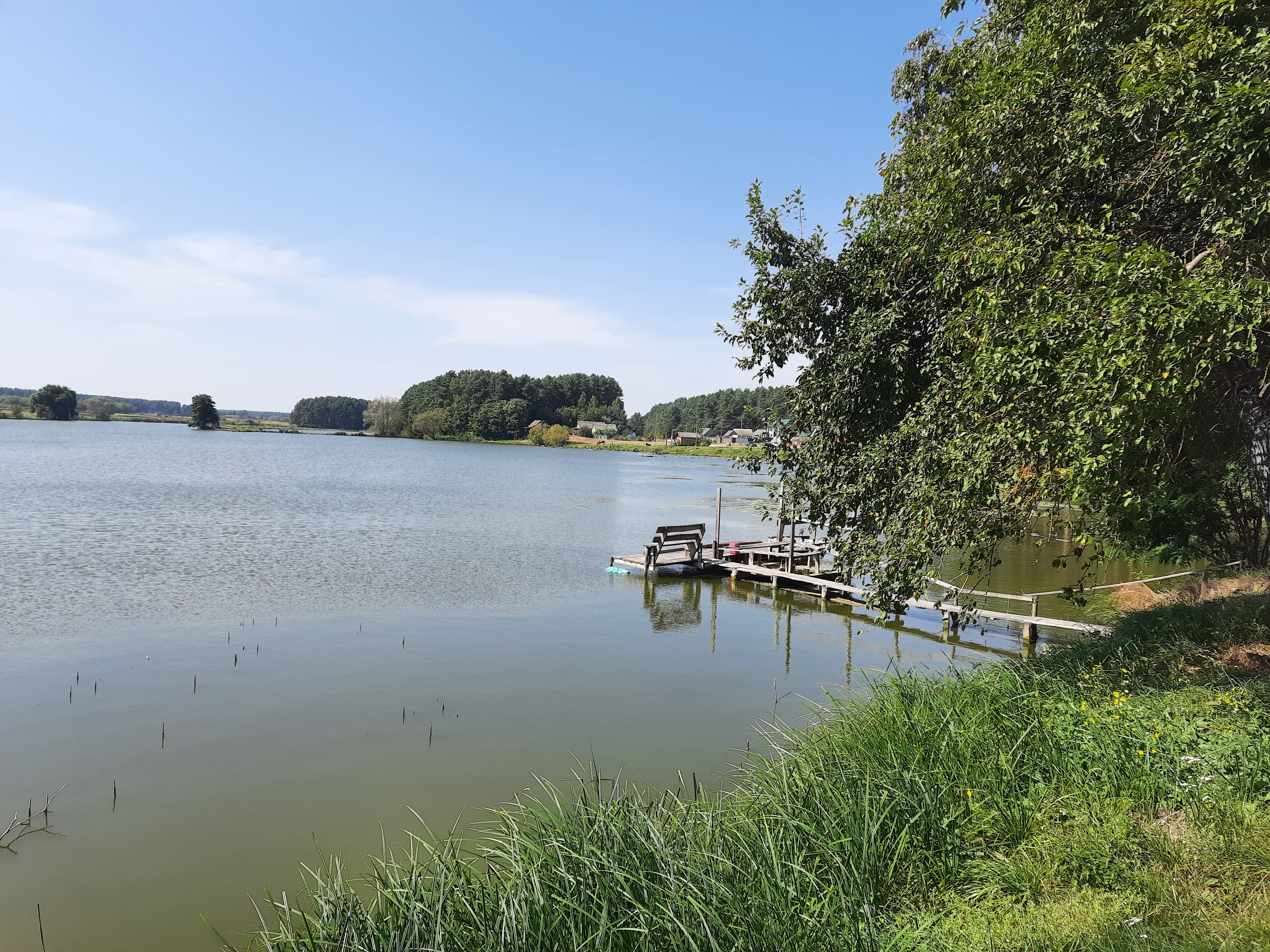
Став біля села
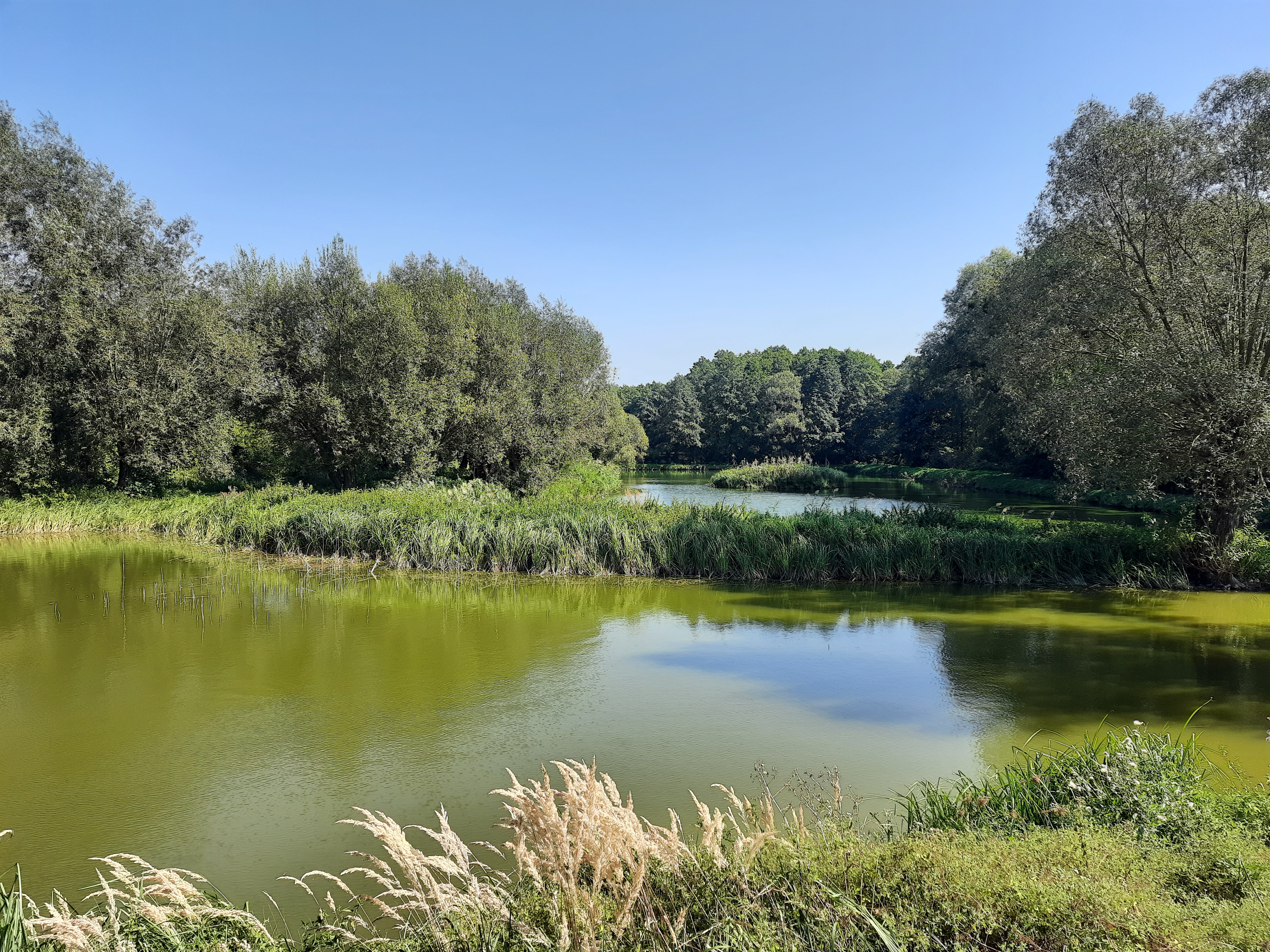
Став біля села